# World: Have Your Say
World: Have Your Say (abgekürzt WHYS) war eine englischsprachige Hörfunksendung des BBC World Service, die jeden Werktag ab 19.00 Uhr (MEZ) weltweit ausgestrahlt wurde. World: Have Your Say gewann 2008 den Sony Radio Academy Awards in der Kategorie „Hörerbeteiligung“.

## Geschichte
Der BBC World Service nahm die Sendung im Oktober 2005 ins Programm. Moderatoren waren Anu Anand und Steve Richards, und Mark Sandell war der Redakteur der Sendung. Ros Atkins ersetzte Steve Richards Anfang 2006 und war seitdem der Chefmoderator. Weitere Moderatoren waren Rabiya Limbada und Peter Dobbie.
Die Diskussionsthemen wurden von den Hörern bestimmt, die jeden Tag E-Mails und SMS-Nachrichten an die Redaktion schrieben oder im Sender anrufen konnten, bevor die Moderatoren auf Sendung gingen. Einige Hörer nutzten hierzu auch die Facebook-Seite zur Sendung. Einige der Hörerbeiträge wurden live während der Sendung verlesen. Anrufer aus der ganzen Welt konnten telefonisch live miteinander diskutieren.
Zu besonderen Anlässen wurde die Sendung mitunter außerhalb produziert. Beispielsweise gab es eine Sondersendung zum Jahrestag des Falls der Berliner Mauer 2009 aus Berlin. Vergleichbare Themenreihen hat es aber auch schon zu bestimmten Regionen gegeben. In diesem Fall wurde das Programm für eine Woche von verschiedenen Orten aus produziert.
Die Sendung wurde neben dem BBC Word Service auch auf verschiedenen Sendern in den USA, Indien, der Türkei und in Afrika ausgestrahlt. World: Have Your Say war auch als Podcast verfügbar.
Die letzte Ausgabe von „World: Have Your Say“ wurde am 9. Juni 2017 ausgestrahlt. Die Sonderausgabe befasste sich mit dem Ausgang der damaligen britischen Unterhauswahlen. Die Moderatorin Chloe Tilley sendete live aus einer Fabrik in Ilford. Seitdem gibt es beim BBC World Service die Möglichkeit der Hörerbeteiligung in dem Nachrichtenmagazin BBC OS.